# Iuri Fedkovîci
Osip Iuri Fedkovîci (în ucraineană Осип-Юрій Адальбертович Федькович, transliterat: Osîp-Iurii Adalbertovîci Fedkovîci, în germană Ossyp Jurij Fedkowicz; n. 8 august 1834, Putila, Bezirk Wiznitz, Regatul Galiției și Lodomeriei, Imperiul Austriac – d. 11 ianuarie 1888, Cernăuți, Austro-Ungaria) a fost un scriitor romantic de limbă germană și ucraineană, poet, folclorist, traducător, om politic și publicist din Bucovina, herald al renașterii naționale ucrainene.   

## Biografie
Născut Osyp Dominik Hordynski de Fedkowycz, provenea dintr-o veche familie nobilă poloneză din partea tatălui, Adalbert Hordinsky (cu care a avut o relație dificilă de-a lungul vieții). Mama sa, ruteană, fusese fiica unui preot ortodox . Inițial a fost botezat romano-catolic, însă mai târziu (în 1863, după ce și-a terminat serviciul militar) s-a convertit la confesiunea ortodoxă și a primit numele Iuri (adică Gheorghe, un sfânt militar care a servit în timpul domniei lui Dioclețian, opunându-se ulterior acestuia).
A fost educat de familia unui unchi de-al său. Între 1846 și 1848 a studiat la Școala reală din Cernăuți pentru a aprofunda limba și cultura germană, Bucovina fiind în acel moment parte componentă a Austro-Ungariei (mai precis Cisleithania).
La vârsta de 14 ani, datorită evenimentelor din anul 1848, a fugit în Principatul Moldovei, în Iași. Acolo l-a cunoscut pe artistul Rudolf Rothkel. S-a mutat apoi la Roman și Piatra Neamț, unde a lucrat ca farmacist și topograf. A fost marcat de viețile voievozilor moldoveni și de realizările acestora în domeniul artistic, dovadă fiind poemul „Noapte în Iași”, scris mai târziu, în 1862, precum și în „Luchian Cobiliță" (deputat în Parlamentul Austriac, etnic huțul, decedat în 1851 la Gura Humorului) scris în 1863, în care l-a onorat pe Ștefan cel Mare. În Moldova a început să scrie poeme în limba germană. Primele sale poezii ucrainene „Dumas muncitorilor” au fost publicate în pamfletul „Slovo na slovo do redaktora „Slova”, care era îndreptat împotriva rusofililor.
A plecat în Transilvania și, în anul 1852, s-a înrolat în armata austriacă, unde a servit timp de aproape 10 ani. Conviețuirea cu românii și-a pus și aici accentul, având peste câțiva ani să prezinte povestea de dragoste dintre un ucrainean și o româncă de lângă Turda într-o nuvelă („Stefan Slachiv”) din 1863. În 1859 a participat la Războiul Franco-Austriac (Războiul Sardiniei). Soldații aflați sub comanda sa au avut o părere pozitivă despre el, unul din ei relatând că a fost un locotenent uman și blând, conform biografiei scrise de Makovei. Multe din textele scriitorului au avut ca motiv principal viața de soldat. Întors de pe frontul italian, s-a împrietenit cu  Ernst Rudolf Neubauer, unul din marii oameni de cultură ai Bucovinei, profesorul de istorie al poetului Mihai Eminescu. Prima carte publicată de Fedkovîci a fost dedicată lui Neubeuer. Împreună au format Cercul Literar German din Cernăuți .

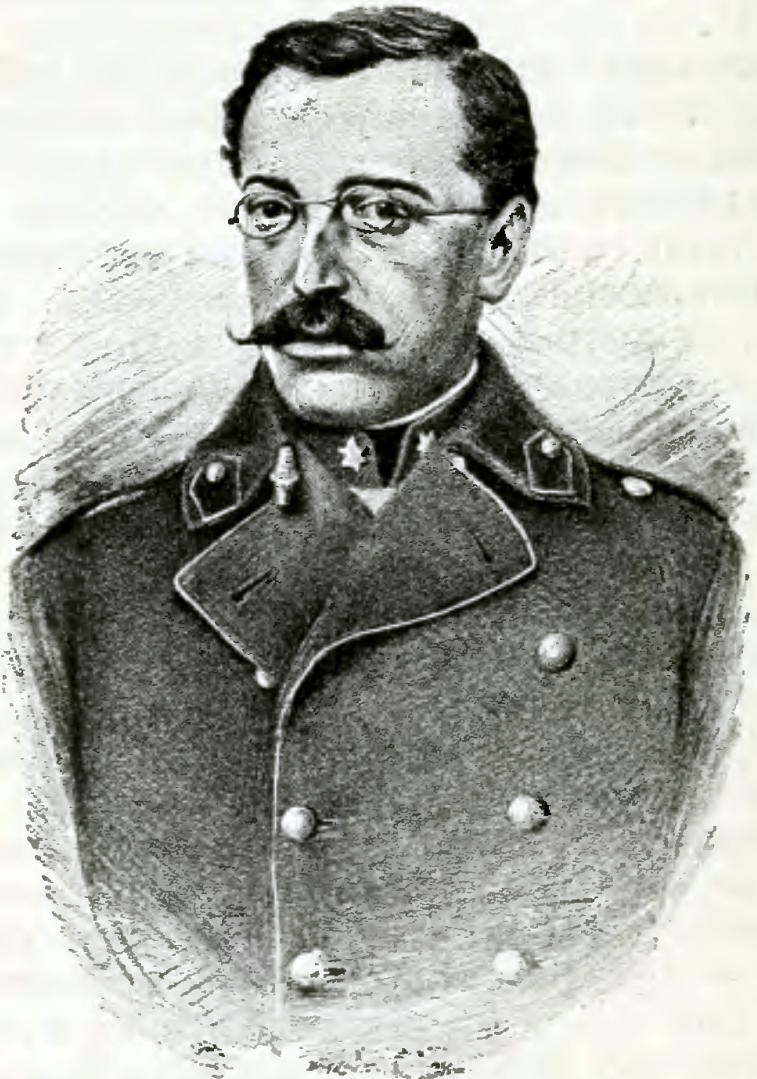
Fedkovîci în 1862

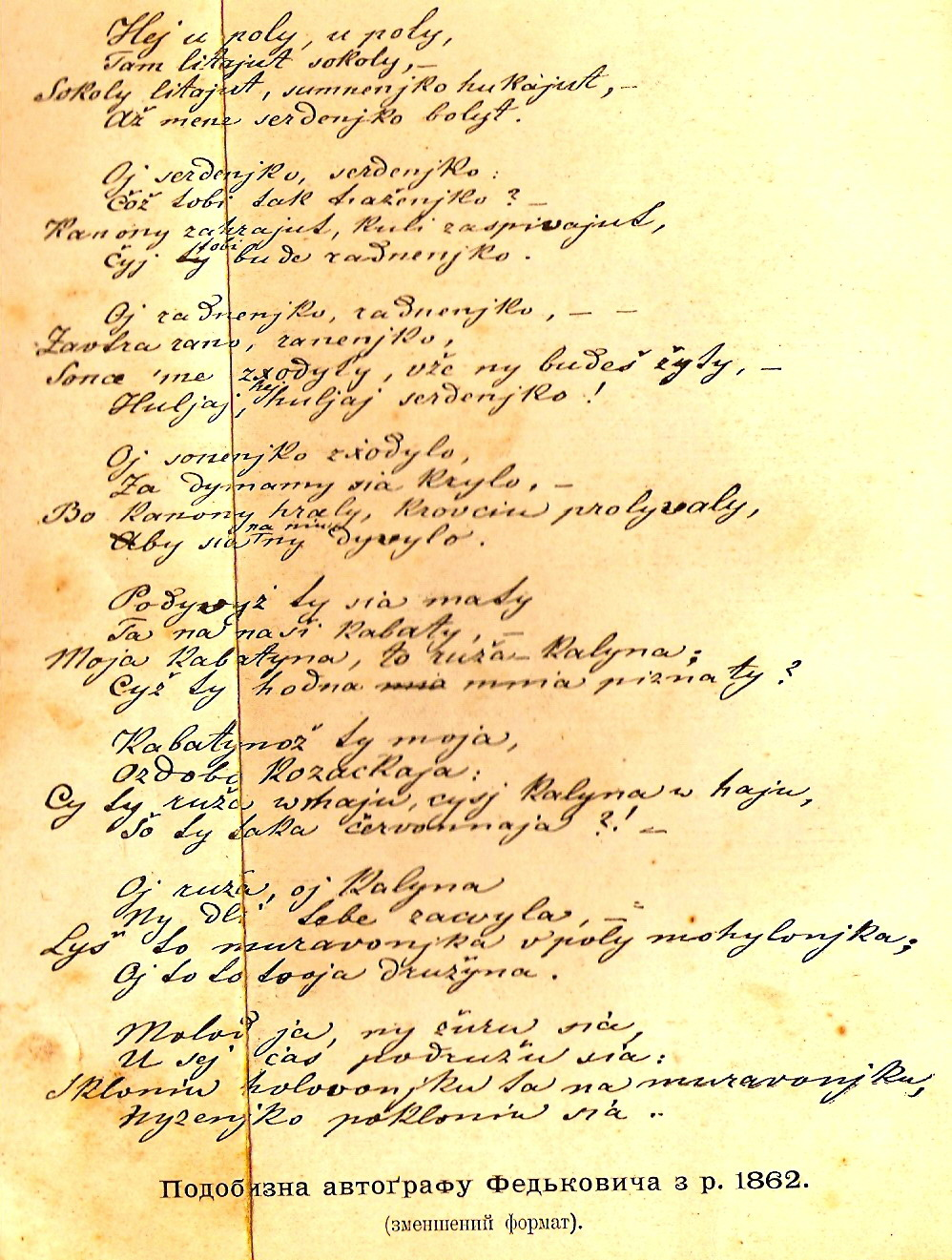
Manuscris

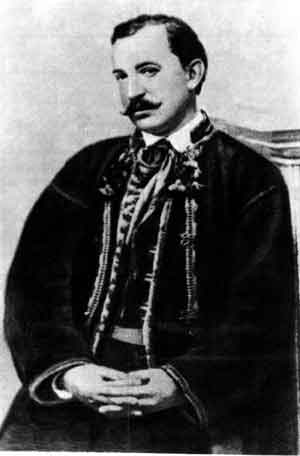
Fedkovîci în 1870

În 1863 s-a retras din armată din cauza unor probleme medicale. S-a întors în locurile natale și a lucrat ca revizor școlar. În 1866 a fost ales șeful (primarul, dacă folosim terminologia din prezent) satului său natal. În același an a fost numit deputat în Dieta Bucovinei. A militat pentru îmbunătățirea condițiilor din mediul rural, în special în ceea ce privește educațiaÎn satul natal a donat un teren pe care s-a clădit o biserică monument cu hramul Sfântul Nicolae Mîhailo Drahomanov l-a vizitat în Putila și i-a publicat o parte din scrieri la Kiev. A început să scrie mai frecvent în ucraineană. Primele sale texte în limba maternă au fost transpuse însă în alfabet latin, el neștiind până în acel moment scrierea în alfabet chirilic. În 1873 a locuit pentru câteva luni în Lemberg (Liov). Acolo a lucrat la Prosvita (în ucraineană просвіта, iluminism în traducere), ziarul unei societăți care a fost creată pentru a conserva identitatea ucraineană din Galiția și să combată rusofilia. A mai lucrat și la Teatrul Ukrainska Besida, primul teatru de limbă ucraineană. Între 1873 și 1876 a îndeplinit, din nou, funcția de șef al comunității din Putila Storojinețului. În acești ani, Fedkovîci a fost activ în activități educaționale. În 1868, a pregătit pentru publicare un manual, o carte de lectură și un caiet de cântece pentru școlile publice și a intenționat să continue munca de compilare a manualelor pentru alte materii. Din păcate, consistoriul responsabil cu școlarizarea la nivel local nu era pregătit să accepte limba vernaculară ucraineană pentru manualele școlare. Așadar, în toamna anului 1869, a fost publicat doar „Cartea de cântece". Începând din anul 1876, s-a stabilit la Cernăuți, unde a fondat primul ziar de limbă ucraineană din Bucovina, care de la fondare și până la moartea sa a apărea de două ori pe lună. A fost ales membru de onoare al Societății Științifice Taras Șevcenko.

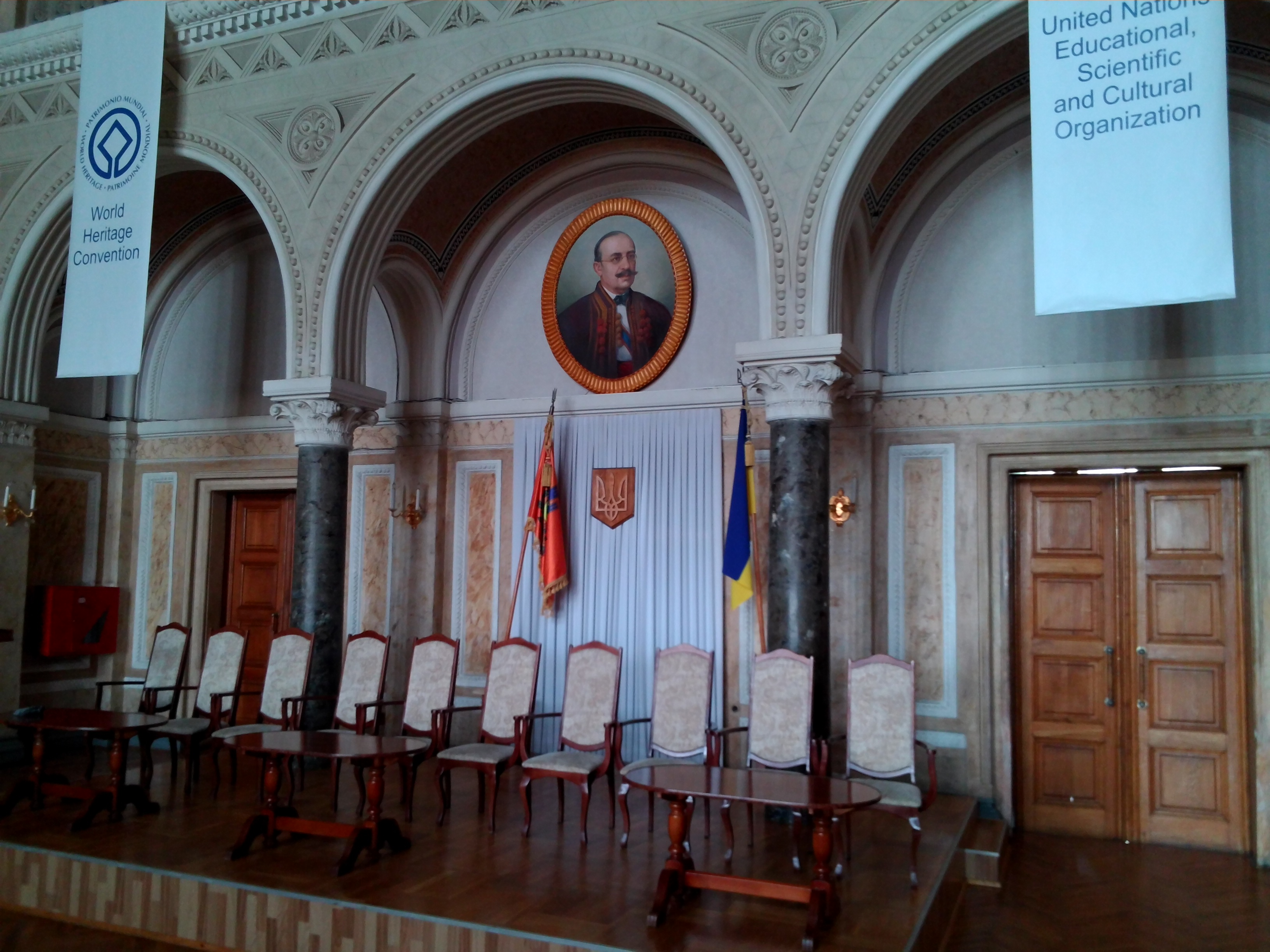
Portretul lui Fedkovîci - Sala de marmură a Universității din Cernăuți

A tradus o parte din opera unor personalități ca Shakespeare (mai precis piesele Hamlet și Macbeth), frații Grimm, Goethe, Schiller, Heine, Uhland și Andersen. A fost pasionat de astronomie și de cultura huțulilor, dar și de personalități istorice care au luptat pentru libertate (trăsătură specifică scriitorilor romantici), precum Ivan Mazepa sau Caragheorghe (o figură a mișcării de eliberare a Serbiei). El și Ivan Franko au popularizat figura lui Oleksa Dovbuș un haiduc din secolul al XVIII-lea, a cărui viață a fost și ecranizată de două ori, în 1960 și în 2023.  A fost influențat de scrierile lui Hrihorii Kvitka-Osnovianenko și Marko Vovciok. 
A fost cel mai influent scriitor din partea vestică a Ucrainei înainte de Ivan Franko. Opera sa se caracterizează printr-un atașament copleșitor de mare față de natură și de ținutul natal (Bucovina): "Unde în mușchiul cald, molatec / brazii negri înfloresc / unde-un trandafir sălbatec / află raiul pămîntesc / doar acolo vreau s-ajung / pe-nălțimile senine / la cel cuib de lac rotund / Țara mea, mă-ntorc la tine."  Ivan Franko spuse că acesta se remarcă prin "simplitatea fermecătoare și melodiozitatea cuvântului, căldura simțurilor, plăcută, cordială și neînțepătoare, un umor care se lipește de inima oricărui cititor, în special celui cu dispoziția melancolică și sarcasmul caustic similar cu cel al țăranilor noștri Pidhirți și Dolîna." Trebuie menționat că el nu a renunțat niciodată să scrie în limba germană, pendulând mereu între aceasta și limba sa maternă
A murit în iarna anului 1888 din cauza unei hemoragii digestive și a fost înmormântat în cimitirul rusesc din Cernăuți.  Ceremonia religioasă a fost efectuată de părintele Isidor Vorobchievici. Pe testamentul său a lăsat scris: "Fiindcă trăiesc doar pentru Ucraina, o să-mi sacrific sufletul și trupul pentru ea". Scriitorul și profesorul universitar Osîp Makovei a publicat o biografie bogată despre el.
Scrierile sale l-au fascinat pe arhiducele Wilhelm de Austria („Prințul Roșu"), fiind una din sursele din care a învățat limba ucraineană. 
Fedkovîci a renunțat la privilegiile sale de nobil în favoarea unui stil de viață modest, specific huțulilor, fapt pentru care a fost tolerat în perioada sovietică, însă nu neapărat și promovat.

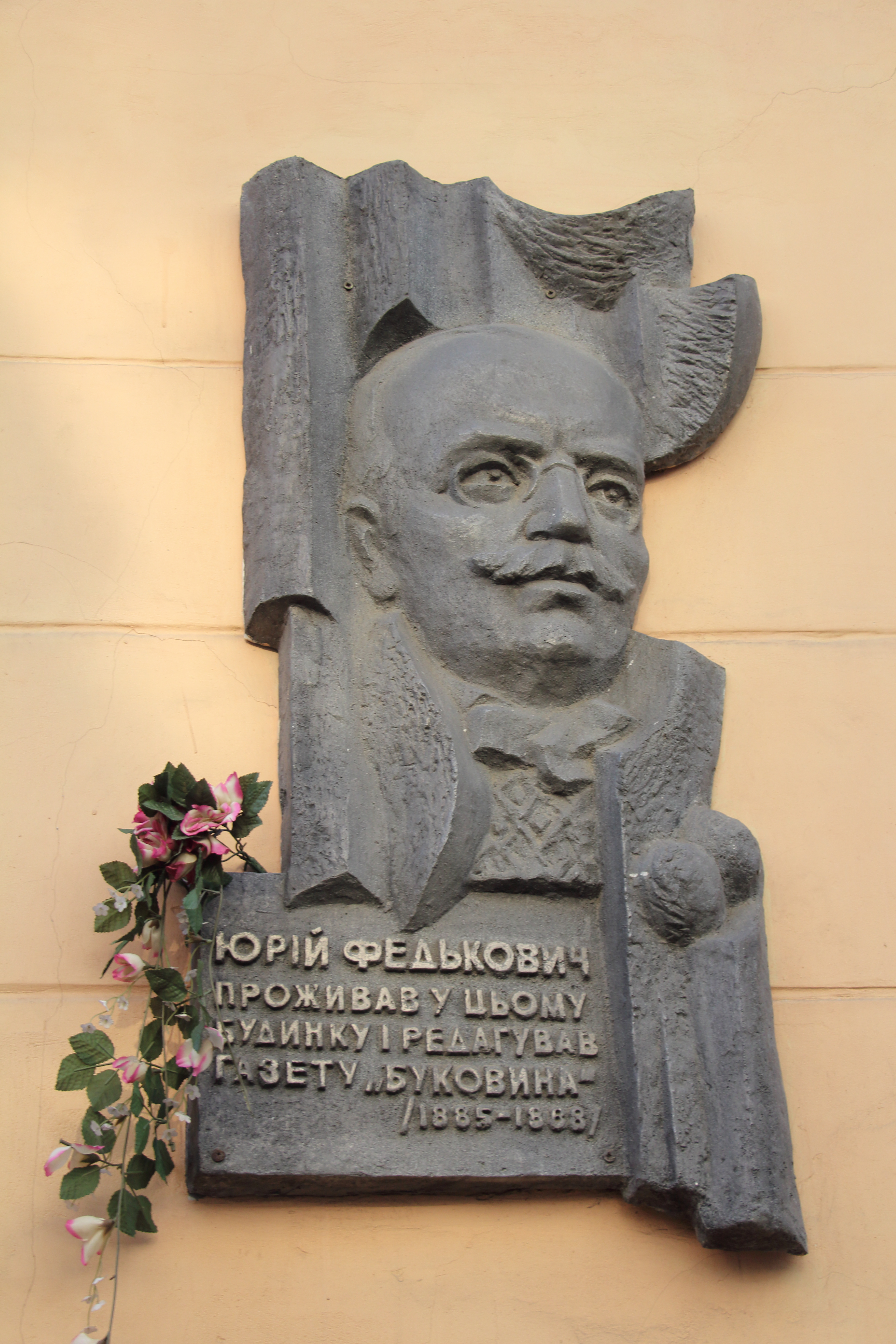
Basorelief cu chipul său (Casa memorială din Cernăuți)

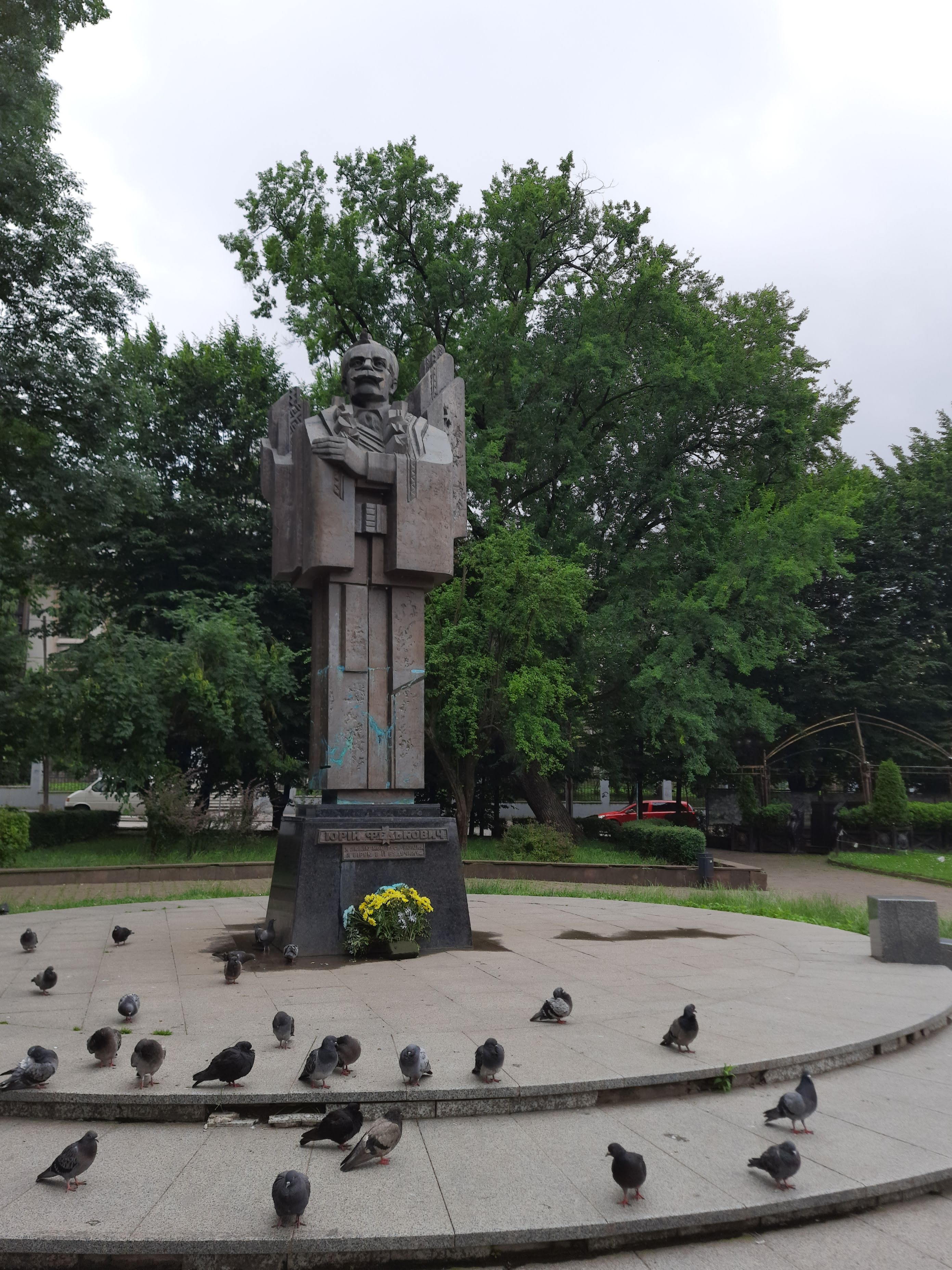
Monument

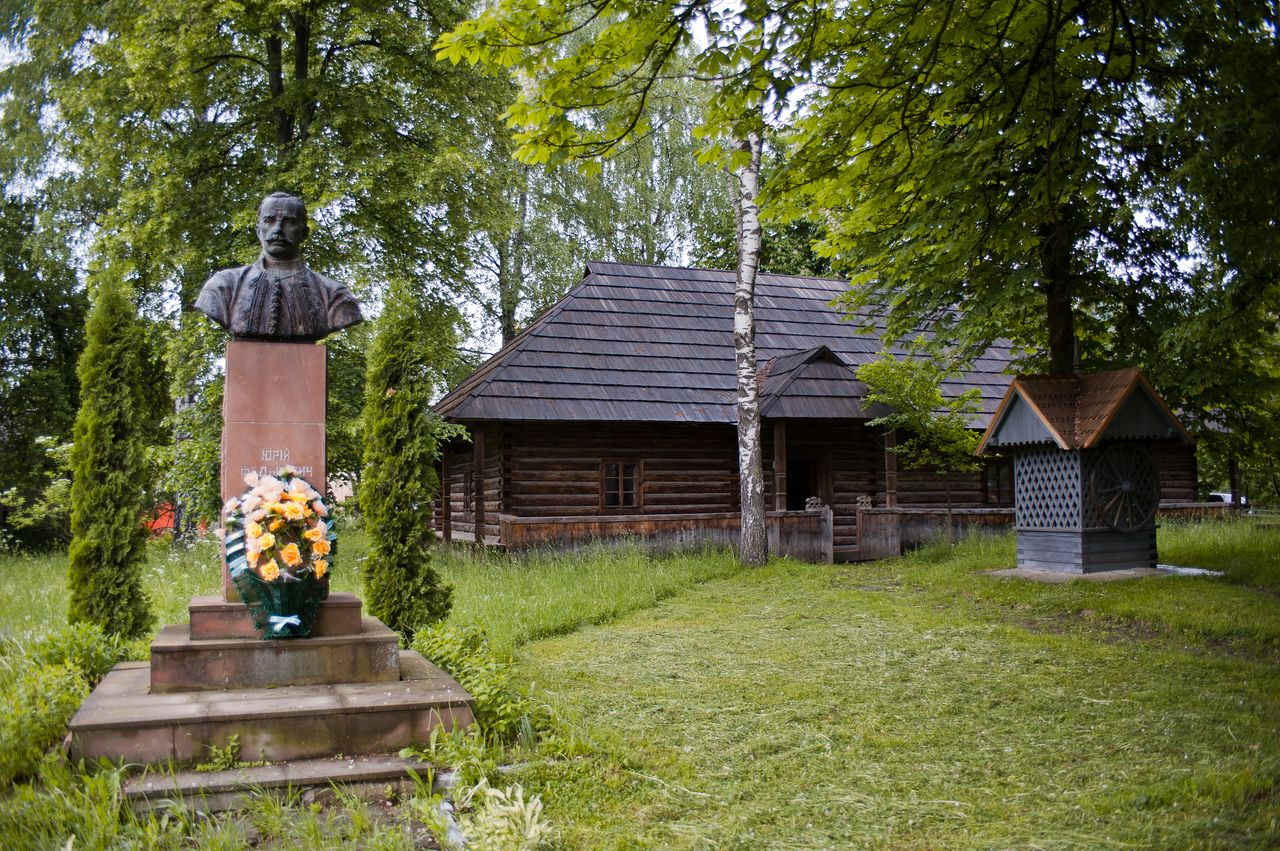
Casa memorială din Putila

În memoria sa, autoritățile ucrainene au denumit Universitatea din Cernăuți după acesta. Tot în Cernăuți se poate găsi și casa sa memorială, transformată în muzeu etnografic. De asemenea, un parc și numeroase străzi, inclusiv în Liov și Kiev, au primit numele lui. O parte din poemele sale au fost transformate în piese muzicale de către Mihailo Verbițchi, preotul greco-catolic care a și compus piesa pentru imnul național al Ucrainei. Compozitorul bucovinean de renume european, Eusebie Mendicevschi, a făcut la fel.  

## Lucrări
- „Fiica soldatului”. Traducere de Roma Franko. În Sonia Morris (ed.), Din zilele trecute: ficțiune de proză selectată, Toronto: Language Lanterns Publications, 2008.

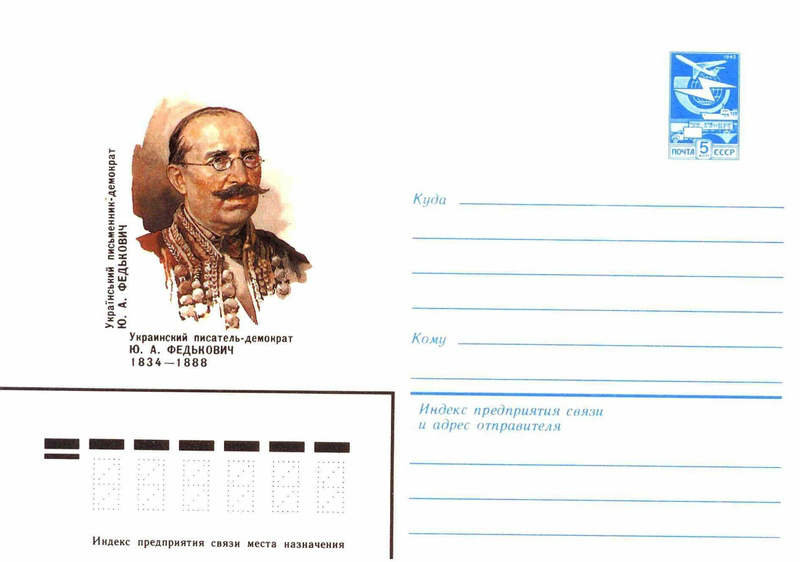
Carte poștală